# Bassecourt
Bassecourt (antes em alemão Altdorf) é uma localidade e antiga comuna suíça do cantão de Jura, localizada no distrito de Delémont. Desde 1 de janeiro de 2013 faz parte da comuna de Haute-Sorne.

## História
A primeira menção escrita de Bassecourt data de 1160 baixo o nome de Baressicort. A comuna manteve a sua autonomia até 31 de dezembro de 2012. Em 1 de janeiro de 2013 passou a ser uma localidade da comuna de Haute-Sorne, depois da fusão das antigas comunas de Bassecourt, Courfaivre, Glovelier, Soulce e Undervelier.

## Geografia
A antiga comuna limitava ao norte com a comuna de Develier, ao este com Courfaivre, ao sul com Undervelier, e ao oeste com Glovelier e Boécourt.

## Transportes
Caminho-de-ferro
Conta com uma estação ferroviária na que efetuam parada comboios regionais que a unem com Delle e Biel/Bienne, bem como comboios de cercanias pertencentes à rede S-Bahn Basilea.

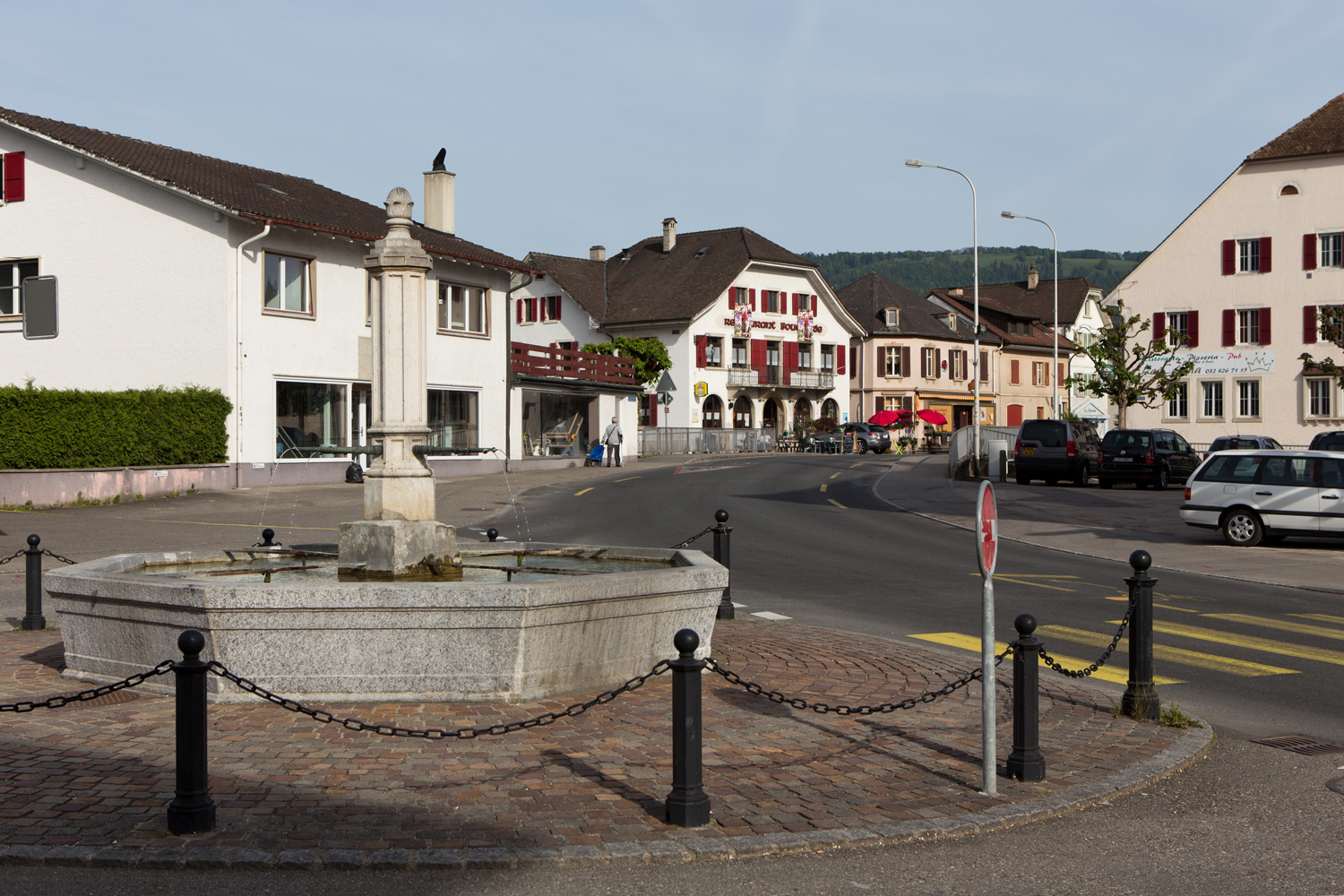
Vista de Bassecourt